# Alexei Stadler
Alexei Stadler (russisch Алексей Стадлер; * 13. Juni 1991 in Leningrad) ist ein russischer Cellist und Hochschulprofessor.

## Leben
Geboren in eine Musikerfamilie, begann er als Vierjähriger mit dem Cellospiel. Seinen ersten Unterricht erhielt er von Alexey Lazko, anschließend setzte er seine Ausbildung an der Rimski-Korsakow-Musikschule in Stadt Sankt Petersburg fort. Er besuchte Meisterkurse bei David Geringas, Frans Helmerson, Lynn Harrell, Steven Isserlis, Andras Schiff und Michael Sanderling.
Stadler studierte in der Klasse von Wolfgang Emanuel Schmidt an der Hochschule für Musik Franz Liszt Weimar. Er war Stipendiat der „Oscar und Vera Ritter-Stiftung“ und „Alfred Töpfer Stiftung“ in Hamburg.
Während seines Studiums gewann er verschiedene Preise und nationale Auszeichnungen wie „Young Talent“ (2008, 2009 und 2010) und „Hope of Russia“ (2008, 2009). 2008 nahm er Rachmaninovs Sonate op. 19 auf einem Cello von A. Jacout auf, das einst dem russischen Zaren Nikolaus II. gehört hatte. 2012 nahm er am Kammermusikfestival „Chamber Music Connects the World“ der Kronberg Academy teil und trat dort mit Gidon Kremer, Yuri Bashmet und Christian Tetzlaff auf.
Im Jahr 2012 gewann Stadler den renommierten TONALi Musikwettbewerb in Hamburg.
Als Solist ist er mit dem Mariinsky Orchester, den St. Petersburger Philharmonikern, Tokyo Symphony Orchestra, Orchestra della Svizzera italiana, London Chamber Orchestra, Czech Radio Symphony Orchestra, Münchener Symphoniker, Irish Chamber Orchestra und unter namhaften Dirigenten wie Valery Gergiev, Vladimir Ashkenazy, Michael Sanderling, Dimitri Kitajenko und Marek Janowski aufgetreten.
Er spielte Kammermusik mit Janine Jansen, Boris Brovtsyn, Akiko Suwanai, Maxim Rysanov, Torleif Thedeen, Jörg Widmann, Itamar Golan, Igor Levit, Ebene Quartet und Martin Grubinger und erschien in Rezitals unter anderem beim Schleswig-Holstein Musik Festival, International Chamber Music Festival Stavanger, Heidelberger Frühling, Festspielen Mecklenburg-Vorpommern und Vinterfest.
Seit 2023 ist Alexey Stadler Professor an der Hochschule für Musik und Theater in Hamburg. Er spielt ein Violoncello von David Tecchler aus dem Jahr 1715.